# Meriton Bytyqi
Meriton Bytyqi  (* 18. März 1996) ist ein Schweizer Fussballspieler, der auf der Position des Abwehrspielers spielt.

## Karriere

### Vereine
Meriton Bytyqi spielt seit seiner Jugend bei Servette FC Genève und erhielt im Jahr 2013 seinen ersten Profivertrag. 

### Nationalmannschaft
Bytyqi spielt derzeit für die Schweizer Juniorennationalmannschaft.